# Zdzisław Sarewicz
Zdzisław Sarewicz (ur. 1 czerwca 1930 w Jordanowie, zm. 11 czerwca 2015 w Krakowie) – generał brygady, funkcjonariusz Służby Bezpieczeństwa i Urzędu Ochrony Państwa.

## Życiorys
Syn Feliksa i Janiny . Jego poprzednie nazwisko to Skwarek. W 1948 ukończył gimnazjum ogólnokształcące w Myślenicach, a w 1950 tamtejsze liceum handlowe. Od 1947 działał w Związku Walki Młodych, a następnie w Związku Młodzieży Polskiej w Jordanowie i Myślenicach. W 1950 znalazł zatrudnienie w Gminnej Spółdzielni „Samopomoc Chłopska” w Jordanowie. W tym samym roku został kierownikiem personalnym w Rzemieślniczej Spółdzielni Pracy „Wielobranżowa” w Jordanowie. W 1952 rozpoczął naukę na Wydziale Dyplomatyczno-Konsularnym Szkole Głównej Służby Zagranicznej w Warszawie, który ukończył w 1956.
W okresie od 1 września 1956 do 10 listopada 1956 był uczestnikiem kursu w Centrum Wyszkolenia KdsBP w Legionowie. Od stycznia do listopada 1957 pracował w Międzynarodowej Komisj Nadzoru i Kontroli w Wietnamie. Po powrocie do kraju do września 1958 pracował jako handlowiec w CHZ „Rolimpex”. Do służby w Departamencie II MSW został przyjęty 8 września 1958 na stanowisko oficera operacyjnego Wydziału VIII.
Od 1 sierpnia 1962 pełnił funkcję starszego oficera operacyjnego w tym samym wydziale, a następnie 1 lipca 1965 został inspektorem Wydziału V. 1 lutego 1968 przeniesiono go do Wydziału I, gdzie pełnił służbę jako inspektor, a od 1 stycznia 1969 jako starszy inspektor. W okresie od 20 sierpnia 1969 do 1 listopada 1970 urlopowany w związku z oddelegowaniem do MSZ i pracy w Międzynarodowej Komisji Nadzoru i Kontroli w Laosie. Pełnił tam funkcję oficera operacyjnego i posługiwał się pseudonimem „Hor”, oficjalnie pełnił funkcję doradcy politycznego. W lutym 1970 został zastępcą szefa Delegacji PRL w Laosie. Po powrocie do Polski został zatrudniony w grudniu 1970 jako inspektor Wydziału I Departamentu II MSW.
Od 1 kwietnia 1971 zajmował kierownicze stanowiska w Departamencie II MSW, początkowo jako zastępca naczelnika Wydziału VII, a od 10 sierpnia 1971 jako pełniący obowiązki naczelnika. 15 listopada 1971 został naczelnikiem Wydziału IX, a 1 sierpnia 1972 naczelnikiem Wydziału IV. Od 15 lipca 1974 był jednym z zastępców dyrektora Departamentu II MSW Władysława Pożogi. W pierwszej połowie 1975 pełnił równocześnie funkcję zastępcy wojewódzkiego pełnomocnika Ministra Spraw Wewnętrznych ds. organizacji jednostek MO i SB województwa rzeszowskiego.
20 października 1980 został dyrektorem Departamentu II MSW. Na czele kontrwywiadu stał do 26 września 1983, następnie został przeniesiony do wywiadu na analogiczne stanowisko dyrektora Departamentu I MSW. 1 listopada 1989 wszedł w skład ścisłego kierownictwa MSW, obejmując (w miejsce Władysława Pożogi) funkcję szefa Służby Wywiadu i Kontrwywiadu. W ramach swych obowiązków sprawował nadzór nad zwalczaniem obcych służb specjalnych, nadzorował Departamenty I i II MSW, Biura Szyfrów i Paszportów oraz sprawy związane z kontrolą ruchu granicznego. Odpowiadał również za koordynację współpracy MSW z WOP w zakresie zadań związanych z ochroną kontrwywiadowczą i wywiadowczą. 11 maja 1990 odszedł ze stanińska Szefa SWiK.
W okresie reorganizacji resortu spraw wewnętrznych był ostatnim kierownikiem Grupy Operacyjnej „Wisła” w Moskwie (od 1 czerwca 1990 do 1996). Służbę zakończył w 1997 jako funkcjonariusz Zarządu Wywiadu UOP. Pochowany na cmentarzu Powązkowskim w Warszawie. (kwatera 206-4-19)

## Ordery i odznaczenia
Był odznaczony:
- Krzyżem Komandorskim Orderu Odrodzenia Polski (1984)[13]
- Krzyżem Oficerskim Orderu Odrodzenia Polski,
- Krzyżem Kawalerskim Orderu Odrodzenia Polski,
- Złotym Krzyżem Zasługi,
- Srebrnym Krzyżem Zasługi,
- Złotym Medalem „Za zasługi dla obronności kraju”,
- Srebrnym Medalem „Za zasługi dla obronności kraju”,
- Brązowym Medalem „Za zasługi dla obronności kraju”,
- Medalem 30-lecia Polski Ludowej,
- Medalem 40-lecia Polski Ludowej,
- Odznaką „10 Lat w Służbie Narodu”,
- Srebrną Odznaką „Za zasługi w ochronie porządku publicznego”,
- Brązową Odznaką „Za zasługi w ochronie porządku publicznego”,
- Złotą Odznaką „W Służbie Narodu”,
- Srebrną Odznaką „W Służbie Narodu”,
- Orderem Czerwonej Gwiazdy (ZSRR).

## Awanse
- 1956 – chorąży,
- 1959 – podporucznik,
- 1962 – porucznik,
- 1965 – kapitan,
- 1969 – major,
- 1973 – podpułkownik,
- 1977 – pułkownik,
- 1981 – generał brygady.